# 神田山裕
神田 山裕（かんだ さんゆう、本名： 石橋 賢一、1954年9月13日 - 2015年6月3日）は、講談師。

## 経歴
東京都杉並区生まれ、千葉県立国府台高校卒業。
1975年10月、神田山陽（2代目）に弟子入り「山裕」。1980年8月二ツ目昇進。1985年1月真打昇進。
「講談界の小朝」と呼ばれ、マスコミなどでも活躍して将来を期待されていたが、1998年に脳梗塞で倒れ、以降は療養生活を送っていた。
2015年6月3日、肺炎のため死去。10月30日、山陽一門と旭堂南鱗により「神田山裕を偲ぶ  最後の山裕・南鱗二人会」が上野広小路亭で開かれた。

## 出演
映画
- 男はつらいよ 寅次郎の青春（1992年、山田洋次監督、松竹）-　語り

CD
- 極めつき！講談大全集　第十巻「大岡政談　徳川天一坊　伊賀之亮加担」（2020年、NHKサービスセンター・ユーキャン)[4][5]